# Ramusella golosovae
Ramusella golosovae är en kvalsterart som först beskrevs av Rjabinin 1987.  Ramusella golosovae ingår i släktet Ramusella och familjen Oppiidae. Inga underarter finns listade i Catalogue of Life.